# District de Revúca
Le district de Revúca est un des 79 districts de Slovaquie. il est situé dans la région de Banská Bystrica.

## Démographie

### Évolution de la population
| Année:               | 1994.  | 2004.   | 2014.   | 2024.   |
| -------------------- | ------ | ------- | ------- | ------- |
| Nombre de personnes: | 40 982 | 40 699  | 40 205  | 37 676  |
| Différence:          |        | -0,69 % | -1,21 % | -6,29 % |

| Année:               | 2023.  | 2024.   |
| -------------------- | ------ | ------- |
| Nombre de personnes: | 37 816 | 37 676  |
| Différence:          |        | -0,37 % |

## Liste des communes

### Villes
- Revúca
- Jelšava
- Tornaľa

### Villages
Držkovce, Gemer, Gemerská Ves, Gemerské Teplice, Gemerský Sad, Hrlica, Hucín, Chvalová, Chyžné, Kameňany, Levkuška, Leváre, Licince, Lubeník, Magnezitovce, Mokrá Lúka, Muránska Dlhá Lúka, Muránska Huta, Muránska Lehota, Muránska Zdychava, Muráň, Nandraž, Otročok, Ploské, Polina, Prihradzany, Ratkovské Bystré, Ratková, Rašice, Revúcka Lehota, Rybník, Rákoš, Sirk, Skerešovo, Sása, Šivetice, Turčok, Višňové, Žiar